# Habkern
Habkern est une commune suisse du canton de Berne, située dans l'arrondissement administratif d'Interlaken-Oberhasli.
Elle comprend les lieux-dits de Bohlseiten, Bort, Schwendi et Mittelbäuert.

## Toponymie[3]
Le nom Habkern est le résultat d'une déformation étymologique populaire, qui a rapproché le suffixe du mot allemand Kern. La forme dialectale "Habchere" permet de mieux comprendre l'étymologie du toponyme : celui-ci dérive de l'ancien haut-allemand habuh (autour, épervier, faucon) et de la terminaison -arra (qui précise que quelque chose arrive en grand nombre).
Le nom de la localité désigne donc "l'endroit où il y a beaucoup d'éperviers".

## Héraldique
D'argent, un faucon au naturel sur trois rochers au naturel, armes parlantes. (trad.)
La précision "armes parlantes" (redendes Wappen) semble indiquer que la localité était habitée par une famille Habicht, Habich, Häbich ou Habiche.
La plus ancienne représentation des armoiries de la commune date de 1674.

## Géographie[6],[7]

Vue aérienne (1952)

Habkern est située dans l'Oberland bernois, à quelque 9 km au-dessus du lac de Thoune, à la frontière avec l'Emmental, qui passe juste derrière le massif du Hohgant.
Le territoire de la commune s'étend sur 51 km2, à une altitude située entre 1 000 à 2 197 m. Il comprend une zone de forêts et d'alpages sur le versant sud du Hohgant, non loin de la source de l'Emme.
L'habitat est dispersé, formé de 4 petits noyaux villageois : Bohlseiten, Bort, Schwendi et Mittelbäuert. Il ne va guère plus haut que 1 200 m.
En 2018, la commune comptait 50,0 % de surfaces boisées, 39,4 % de surfaces agricoles, 1,3 % de surfaces d'habitat et d'infrastructures et 9,3 % de surfaces improductives.
Le sous-sol de la commune abrite le réseau de grottes de Siebenhengste-Hohgant.
Le sommet montagneux du Augstmatthorn (2 137 m) est situé sur les hauteurs de la commune.
Les communes voisines sont Schangnau, Flühli, Oberried am Brienzersee, Niederried bei Interlaken, Unterseen, Beatenberg et Eriz.

## Histoire
Le village est mentionné pour la première fois en 1275, en tant que Habcherron. La première route moderne fut construite en 1828, depuis Unterseen.

## Démographie
Fin 2018, la population atteignait 639 habitants. La population a baissé de 2 % sur la période 2000-2010. En 2000, 53,3 % des logements étaient occupés de manière permanente, 41,0 % occupés saisonnièrement, et 5,6 % inoccupés.
En 2018, la commune recensait 7,8% d'étrangers et 1,4 % de ses résidents bénéficiaient de l'aide sociale.

## Économie
En 2011, le taux de chômage y était de 0,3 %. 170 des 250 actifs étaient employés dans le secteur primaire. 28 l'étaient dans le secteur secondaire, et 52 dans le tertiaire. En 2000, 9 actifs venaient d'une autre commune travailler à Habkern, tandis que 158 actifs habitants Habkern travaillaient dans une autre commune. Habkern est ainsi exportatrice nette de main-d’œuvre. Près du tiers des actifs travaillent dans la région d'Interlaken ou dans des villages alentour.

## Domaine skiable
Une très petite station de ski a été aménagée directement sur les hauteurs à l'extrémité droite du village. Le téléski y fut construit en 1968, puis rénové en 1996. Les hivers enneigés attirent jusqu'à 13 000 visiteurs, le téléski transporte alors près de 140 000 skieurs. L'ouverture du domaine est toutefois entièrement dépendante de l'enneigement naturel, et ferme en général début mars. Cela - du fait de la faible altitude du domaine et de son exposition relativement ensoleillée sur une majorité des pistes - laisse planer un doute sur la pérennité de l'exploitation. Un comité de soutien a été créé en 2012 afin de soutenir financièrement l'exploitation du téléski.
L'essentiel du domaine est desservi par le téléski Satelegg. La piste bleue impose de pousser sur les bâtons dès l'arrivée de la remontée mécanique. Constituée en partie d'une route enneigée, elle est la plus longue du domaine. Deux pistes rouges partent directement sous le téléski. Deux pistes noires - non délimitées quand le manteau neigeux est insuffisant - partent sur la droite. Du fait de l'absence de préparation adéquate du terrain pendant l'été, les pistes offrent un relief très irrégulier, ce qui rend le ski difficile pour les skieurs de niveau débutant.
Un fil-neige pour débutants - le Brunner - est situé plus bas dans le village. Son utilisation n'est pas incluse dans le forfait de base.
Depuis le domaine, il est possible de voir au sud les montagnes Eiger, Mönch et Jungfrau, et l'Augstmatthorn à l'est.